# Egyházaskesző
Egyházaskesző es un pueblo ubicado en el distrito de Pápa, en el condado de Veszprém, Hungría.

## Superficie
Posee una superficie de 20,12 kilómetros cuadrados.

## Demografía
Hasta 2019 la población era de 532 habitantes, con una densidad de población de 26,44 habitantes por kilómetro cuadrado.